# Scaptomyza dentata
Scaptomyza dentata är en tvåvingeart som beskrevs av Hardy 1965. Scaptomyza dentata ingår i släktet Scaptomyza och familjen daggflugor. Inga underarter finns listade i Catalogue of Life.